# 대동여지도
〈대동여지도〉(大東輿地圖)는 고산자(古山子) 김정호가 1861년 제작한 한반도의 지도이며, 지도첩이다. 3건이 일본의 보물로 지정되어 있으며, 2008년에는 대동여지도 목판이 대한민국 보물 제1581호로 지정되었다. 근대적 측량이 이루어지기 전 제작된 한반도의 지도 중 가장 정확한 지도이다. 〈청구도〉의 자매편으로 내용의 첨삭이 이루어졌다.

## 지도의 구성
〈대동여지도〉는 동여도와 마찬가지로 가로 80리, 세로 120리를 한 개의 방안(方眼)으로 하여 한 개 면(面)으로 하고, 2개 면은 한 개 도엽(圖葉)인 목판 한 장에 수용하였다. 그러므로 대동여지도는 전체 지도 도엽은 목판 121매이고, 제책하였을 때의 면수는 213면이다. 그러나 여기에 부록 격인 지도유설·도성도·경조오부도 등이 첨가되었기 때문에 실제 도엽은 126목판 이고, 전체 면수는 227면이다. 전체 크기는 가로 19판, 세로 22층(22첩이라고 표시하기도 한다)이며, 미터법으로 환산하면 가로 360cm, 세로 685cm다. 이는 지도의 대량 보급을 염두에 둔 제작 기법으로, 동서 19판을 연폭으로 남북 22첩을 계속 인접하면 한반도 전체의 지도가 되게끔 하였다. 한편 서울역사박물관 소장본은 21첩인데 이는 다른 간본의 제22첩에 수록된 제주도 부분이 제21첩의 추자도의 서쪽에 배치하는 방식으로 21첩에 포함시켰기 때문이다.
한편 한양이, 〈청구도〉에서는 두 면에 걸쳐 있었는데, 〈대동여지도〉에서는 한 면의 중앙 부위에 위치하여 한양을 둘러싼 경계가 모두 수용되었다. 이는 당시의 수도권의 지역적 범위를 파악할 수 있게 해준다. 또한 〈대동여지도〉에서는 각 층의 도엽을 동에서 서로 연폭(連幅)으로 길게 잇고 이것을 병풍식으로 접어 모두 22층으로 하는 분첩절루(分帖折壘) 또는 분첩절첩(分帖折帖)의 방법으로 제책하여 지도첩이 되게 하였다. 이때 책의 크기는 가로 20cm, 세로 30cm로서 당시 서지류의 크기와 비슷하게 만들어 책처럼 보관할 수 있다.
이 지도의 제작에서는 《신증동국여지승람(新增東國輿地勝覽)》을 참고하였으며, 위도 측정에 다소 오차는 있으나 서양 지도학의 영향을 직접 받지 않고 한국의 전통적인 지도학을 대성한 것이다.

### 목차
대동여지도는 다음과 같이 구성되어있다.
- 1-2면: 속표지. 간행연도, 제목, 제작자가 서술되어있다.
- 3-4면: 지도유설(地圖類說)에서는 지도의 목적과 효용을 기술한다.

나라를 다스리기 위해 국방상의 요충지를 잘 알아야 하고, 재물과 세금이 나오는 곳과 군사를 모을 수 있는 원천을 잘 알아야 하며, 여행과 왕래를 위해 지리를 잘 알아야 하므로 지도를 제작한다고 하였다. 또 세상이 어지러우면 쳐들어오는 적을 막고 사나운 무리들을 제거하는 데 지도가 쓰이고, 시절이 평화로우면 나라를 경영하고 백성을 다스리는 데 지도가 소용된다고 하였다.

김정호, 지도유설(地圖類說)에서
- 5-6면: 전국 팔도 군현 통계
- 7-8면: 축척을 표시한 방안표(方眼表)
- 9-10면: 온성을 포함한 함경북도 최북단 및 범례인 지도표(地圖表)
- 11-12면: 한양과 그 주변을 그린 경조오부도(京兆五部圖)
- 13-14면: 한양을 세밀하게 묘사한 도성도(都城圖)
- 이후: 지도

### 지도의 표기

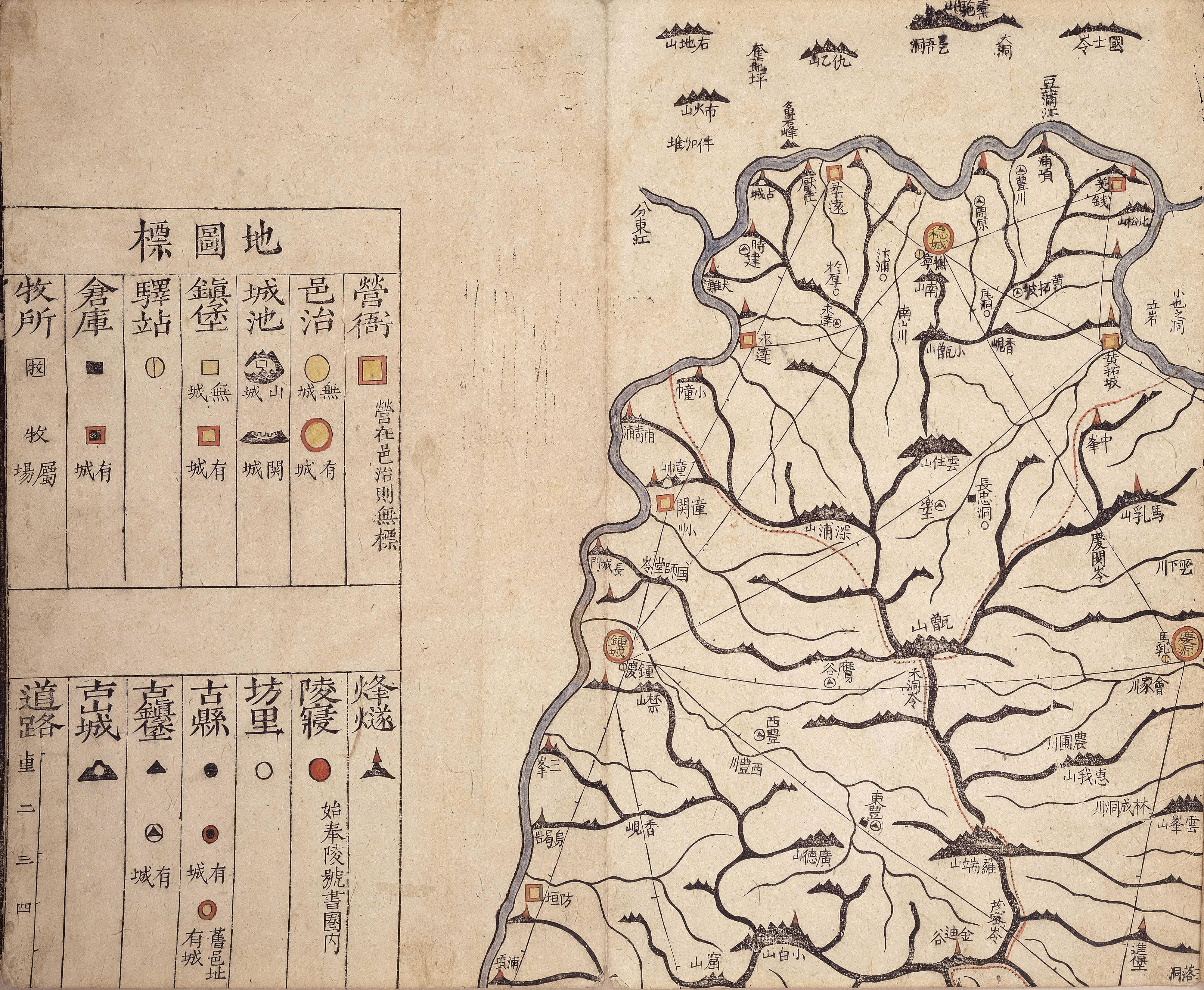
함경도 옆에 표시한 대동여지도의 지도표. (제1첩 10면)

제1첩의 10면에 표기된 '지도표'에서는 지도에 사용된 범례를 적고 있다. 여기서는 총 14개의 항목을 22개의 서로 다른 기호로 표기하였고 채색도 하였는데, 이 때 사용된 색과 채색법은 지도마다 조금씩 차이가 있다. 《세계 지도학 통사(The History of Cartography)》에서 〈한국의 지도학(Cartograhpy in Korea)〉 부분을 집필한 미국의 지도학자 개리 레드야드(Gari Ledyard)는 《대동여지도》가 조선의 지도학적 명확성을 향상시켰다고 평가한다.
- 대동여지도의 1면은 동서 80리, 남북 120리의 영역을 담고 있으며, 지도 전체로는 동서 1,520리, 남북 2,640리이다. 이때 축척은 약 1:216,000이다. 이는 〈청구도〉의 남북 2,900리보다 260리의 차이를 보이는데, 〈청구도〉에서 공백 및 여백으로 표시한 부분을 〈대동여지도〉에서는 생략하였기 때문이다.
- 산줄기는 봉우리와 능선을 따라 이어 그렸다. 백두산에서 시작하여 지리산에서 끝나는 백두대간을 하나의 줄기로 표기하였다.
- 도읍은 원으로 표기하고 원 안에 이름을 표기하였다.
- 주요 도로를 표기하고 10리마다 거리 표시를 하여 도읍간 거리를 알 수 있도록 하였다.
- 지도표(지도식)을 두었으며, 산천·해도(海島)·영아(營衙)·읍치(邑治)·성지(城池)·진보(鎭堡)·역참(驛站)·창고·목소(牧所)·봉수·능침(陵寢)·방리(坊里)·고현(古縣)·고진보(古鎭堡)·고산성(古山城)·도로 등을 나타냈다.

| 산 | Daedongyeojido (Gyujanggak) 22-01.jpg                                         |
| 산줄기는 굵은 줄로, 높은 산은 위로 솟은 톱날 모양으로 표현했다. 이름난 산이면 보다 구체적으로 묘사했다. 예: 한라산 백록담과 그 주변                                                            | Daedongyeojido (Gyujanggak) 22-01.jpg                                         |
| 강 | Daedongyeojido (Gyujanggak) 13-04.jpg                                         |
| 배를 타고 수송을 할 수 있는 강이면 푸른 색으로 두껍게, 그렇지 않으면 중간 굵기의 선으로 표시했다. 예: 북한강·남한강·경안천의 합류지점 (지금의 팔당호)                                          | Daedongyeojido (Gyujanggak) 13-04.jpg                                         |
| 도로(道路) |                                                                               |
| 가는 줄을 그리고 십리마다 표시했다. |                                                                               |
| 영아(營衙)와 진보(鎭堡) | Daedongyeojido (Gyujanggak) 19-01.jpg                                         |
| 영아는 군영을, 진보는 전방·해안 등에 배치한 진지를 말한다. 각각 크고 작은 사각형으로 표시하며 성이 있을 때에는 빨간 테두리를 그렸다. 예: 경상좌수영(큰 사각형)과 동래 근처의 진들(작은 사각형) | Daedongyeojido (Gyujanggak) 19-01.jpg                                         |
| 읍치(邑治) | Daedongyeojido (Gyujanggak) 08-04.jpg                                         |
| 노란 원으로 표시하고 성이 있을 때에는 빨간 테두리를 그렸다. 예: 녕변 철옹성 | Daedongyeojido (Gyujanggak) 08-04.jpg                                         |
| 성지(城池) | Daedongyeojido (Gyujanggak) 17-02.jpg · Daedongyeojido (Gyujanggak) 07-06.jpg |
| 성과 해자 등을 말한다. 산성(山城)과 관성(關城)을 구분해서 표시했다. 예: 칠곡 가산산성, 삭주 막령진 주변의 성곽                                                                                 | Daedongyeojido (Gyujanggak) 17-02.jpg · Daedongyeojido (Gyujanggak) 07-06.jpg |
| 역참(驛站) | Daedongyeojido (Gyujanggak) 17-04.jpg                                         |
| 노란 원 안에 세로줄을 그렸다. 예: 삼례역 | Daedongyeojido (Gyujanggak) 17-04.jpg                                         |
| 창고(倉庫) |                                                                               |
| 검은 사각형으로 표시하고 성이 있을 때에는 빨간 테두리를 그렸다. |                                                                               |
| 목소(牧所) |                                                                               |
| 나라에서 말을 기르는 곳이다. 빈 사각형 안에 ‘牧’으로 표시했다. |                                                                               |
| 봉수(烽燧) | Daedongyeojido (Gyujanggak) 01-06.jpg                                         |
| 산 위에 붉은 삼각형으로 표시했다. 예: 최북단인 온성 미전보 주변의 봉수대들 | Daedongyeojido (Gyujanggak) 01-06.jpg                                         |
| 능침(陵寢) | Daedongyeojido (Gyujanggak) 13-04.jpg                                         |
| 왕릉을 말한다. 붉은 원으로 표시했다. 예: 선정릉(위)과 헌인릉(아래) | Daedongyeojido (Gyujanggak) 13-04.jpg                                         |
| 방리(坊里) |                                                                               |
| 빈 원으로 표시했다. |                                                                               |
| 고현(古縣) | Daedongyeojido (Gyujanggak) 17-01.jpg                                         |
| 검은 원으로 표시하고 성이 있을 땐 붉은 테두리를 그렸다. 예: 경주 옆의 상성 | Daedongyeojido (Gyujanggak) 17-01.jpg                                         |
| 고진보(鎭堡) | Daedongyeojido (Gyujanggak) 13-05.jpg                                         |
| 검은 삼각형으로 표시하고 성이 있을 땐 원으로 테두리를 그렸다. 예: 안산의 구 초지진 (현종 때 강화도로 옮겼다.)                                                                                  | Daedongyeojido (Gyujanggak) 13-05.jpg                                         |
| 고산성(古山城) | Daedongyeojido (Gyujanggak) 14-03.jpg                                         |
| 산 모양 안에 흰 원으로 표시했다. 예: 영춘 옆의 온달산성과 석굴 | Daedongyeojido (Gyujanggak) 14-03.jpg                                         |

### 지도의 축척
〈대동여지도〉를 비롯한 김정호가 제작한 지도는 100리를 1척(尺)으로, 10리를 1촌(寸)으로 한 백리척(百里尺) 축척의 지도이다. 그러나 당시의 1촌 1보(步)가 현재의 몇 센티미터인지 정확히 알 수 없으므로 이를 바탕으로 축척을 계산하기는 어렵다.
종래에는 조선 시대의 10리를 오늘날과 마찬가지로 4킬로미터로 계산하여 축척을 1:160,000으로 보았다. 그러나 《대동지지》와 《속대전》에서는 “주척(周尺)을 쓰되 6척은 1보이고 360보는 1리이며 3600보는 10리로 된다.”라는 기록이 있다. 이것을 이용하여 이우형(李祐炯)·성남해(成南海) 등은 축척을 1:216,000으로 보았다. 위의 문장을 확장하면, 1리는 21,600촌이며, 백리척에 맞추어 비교하면 1촌으로 10리, 곧 216,000촌(=3600(보)×6(척)×10(촌))을 나타내게 된다. 이는 곧 이론상의 축척이 1:216,000임을 뜻하며, 실제 축척도 그와 비슷하다.

## 〈대동여지도〉와 다른 지도 비교
김정호가 제작한 세 지도, 곧 〈대동여지도〉와 〈청구도〉, 〈동여도〉를 비교하면 다음과 같다.
〈청구도〉가 필사본이기 때문에 일어날 수 있는 오류를 막으려고 〈대동여지도〉는 목판본으로 만들어졌다. 이때 〈대동여지도〉의 주기(註記)의 수는 〈청구도〉의 15,485개에서 13,188개로 줄었으며, 이는 총 2,297개 줄어들었다. 다만 몇몇 주기, 곧 하천·누정(樓亭 : 누각)·진보(鎭堡)·포(浦, 항구)·부곡(部曲)·교(橋, 다리)·평주(坪洲)·목장·리(里) 항목은 늘어났다.
〈동여도〉는 현존하는 지도 가운데 가장 자세하며, 또한 이 지도는 〈대동여지도〉를 판각하기에 앞서 제작한 선행 지도이기도 하다. 주기 내용을 비교하면, 산악·하천·방면 항목은 〈동여도〉가 〈대동여지도〉보다 훨씬 많으나, 역원·창(倉)·진보 등의 항목은 두 지도의 기재 내용이 비슷하다. 전체적으로는 〈동여도〉가 총 18,376개로 〈대동여지도〉의 총 13,188개보다 5,548개나 많다.

## 〈대동여지도〉의 특징
〈대동여지도〉는 한국 고지도를 집대성한 최고의 옛 지도이다. 이 지도는 다음과 같은 특징이 있다.
- 목판본으로 만들어 필사할 때 생기는 오류를 막고 대량 생산이 가능하게 했다.
- 지도표(지도식)를 사용하여 지도의 주기 내용을 간결화하고 옛 지도를 근대화했다.
- 분합이 자유롭게 22첩으로 만들어 상하를 잇대면 도별 지도도 되고 전부 연결하면 전국도가 되도록 제작하여 이용하기 편리하며, 접으면 책 크기로 되어 휴대하기 편하도록 제작하였다.
- 전통적인 지도 제작법인 배수(裵秀)의 6체(六體)에 따랐으며, 방안도법을 이용하였고, 확대와 축소를 할 때 서양의 과학기술을 가미하여 지도의 정확성을 높였다.
- 주기 내용이 많아 정보가 풍부하다.
- 10리마다 점을 찍어 여행할 때 이정을 알기 쉽게 하였다.
- 정확한 해발고도는 알 수 없지만 대략적인 높낮이 구분은 크고 작음으로 구분이 가능하다.
- 배가 뜰수 없는 하천은 표시하지 않는 등 군사적, 상업적으로 유용한 지도였다.

## 목판
멸실되었던 것으로 여겨지던 대동여지도의 목판이 1995년 국립중앙박물관 수장고에서 발견되었다. 이 목판은 숭실대학교 박물관에 보관되어 있는 목판과 함께 제작된 것으로 11매로 가로 43cm, 세로 32cm의 목판에는 양면에 표제 및 24도엽이 판각되어 있는데, 〈대동여지도〉의 전체 126도엽 가운데 5분의 1에 해당한다. 목판의 재질은 피나무이며, 목판에는 교정된 흔적이 있는데 1861년(철종12) 초간본 완성 이후 여러 차례 오류를 시정하였다. 목판은 1864년 인쇄되었던 고종원년 갑자본의 원형으로 판단된다. 숭실대학교에서 가지고 있는 판목은 함경도 함흥지방의 것으로 성불사, 철산, 삼장산이 판각되어 있다.
목판의 빈 공간을 활용하기 위해 지도의 여러 면을 판 하나에 몰아넣은 경우도 있다. 예를 들어 대동여지도의 7층 1면(북청군 남부) · 8층 6면(룡천군 서부) · 13층 6면(황해도 남부의 섬들)은 목판 하나에 같이 새겨져 있다. 또한 대동여지도의 판본 중에는 무의도가 강릉 앞바다에 잘못 찍혀 있는 것이 있는데, 이를 통해 13층 1면과 5면이 같은 목판에 새겨져 있다는 것을 추측할 수 있다.

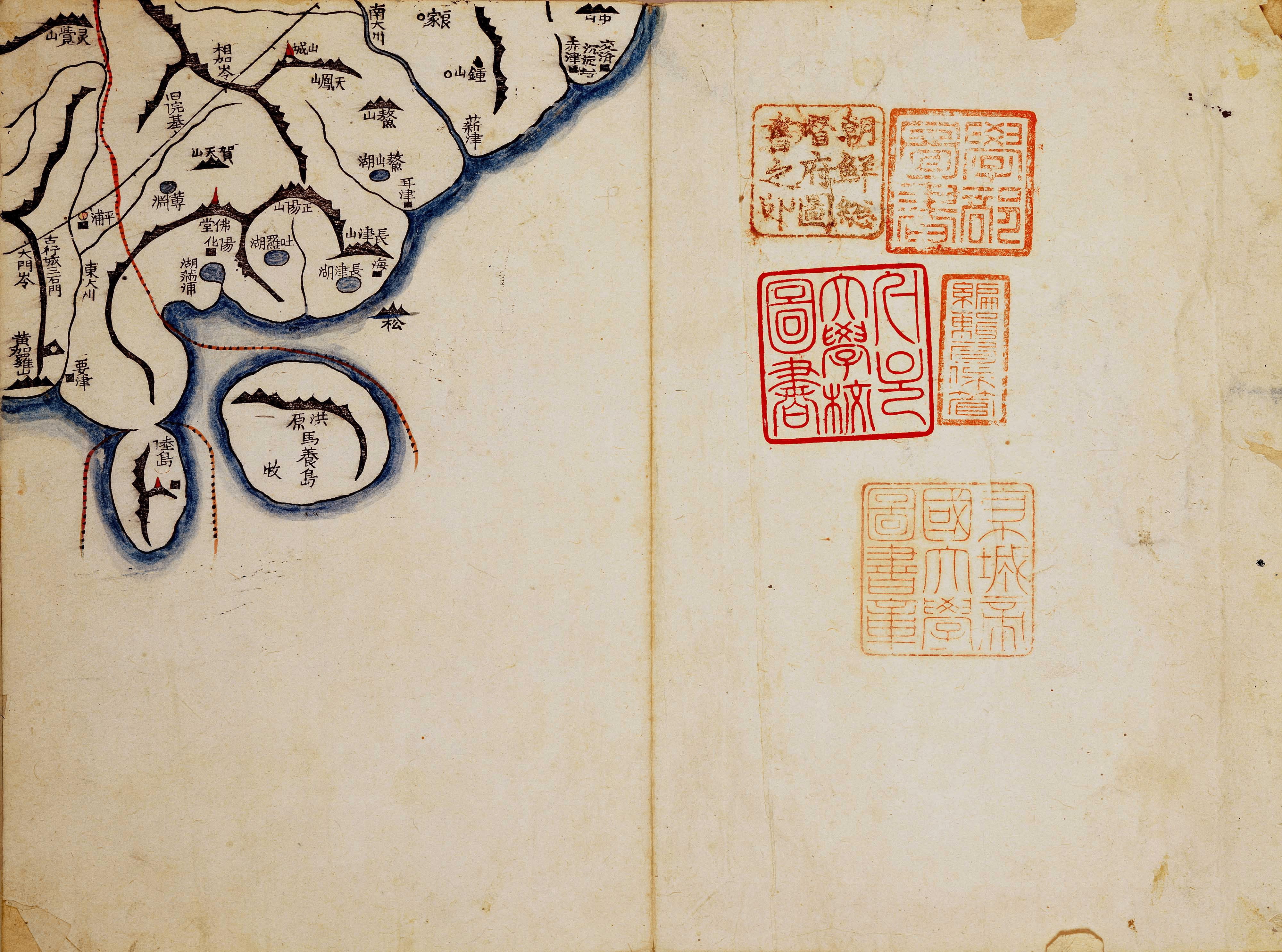
7층 1면
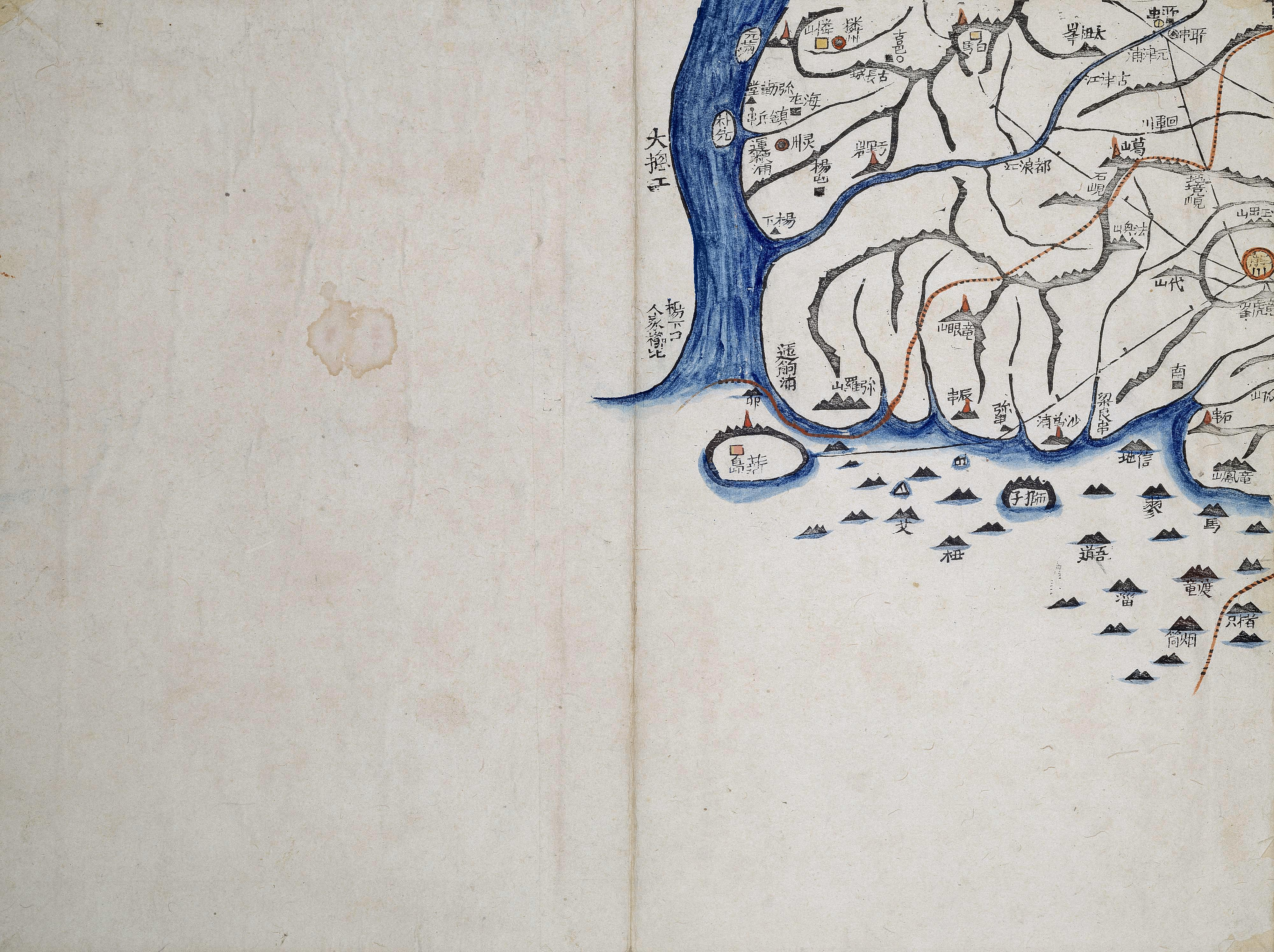
8층 6면
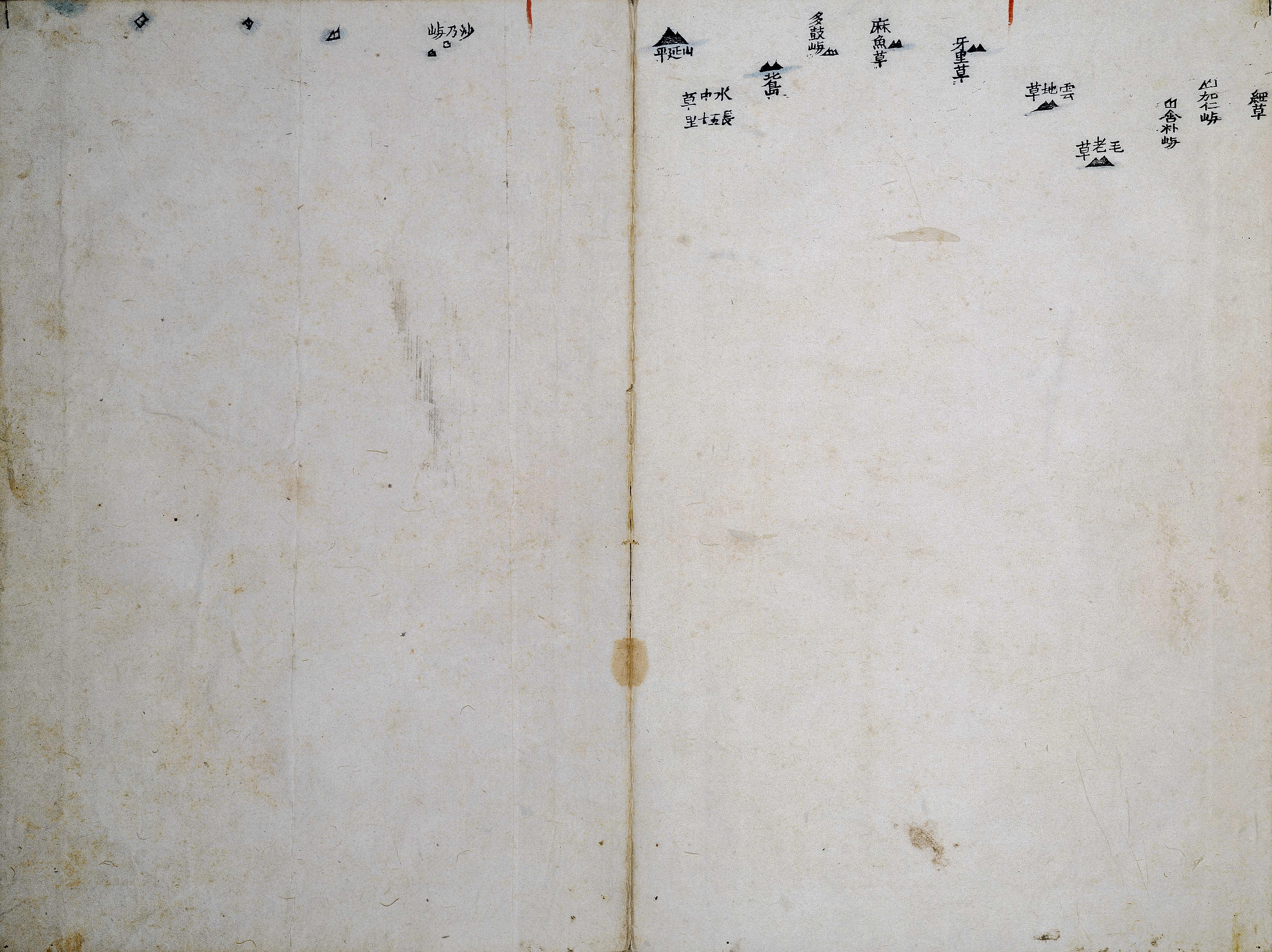
13층 6면

## 일화
1898년 일본 육군이 경부선을 부설할 목적으로 조선의 지리를 몰래 측량하기 위해 일본인 측량기술자 1,200명과 조선인 200~300명을 비밀리에 고용하여 전국을 측량하여 5만분의 1 지도를 300부 만들었다. 그 뒤 대동여지도의 존재를 알게 된 그들은 그 지도가 자신들이 힘들여 제작한 지도와 별 차이가 없음을 알고 놀랐다고 한다.

## 방송 출연
지난 2015년 5월 24일에 방영되었던 TV쇼 진품명품(1000회 특집)에서 25억원이라는 역대 최고의 감정가를 기록하여 이전 전일상영정및한유도(2011년 7월 24일 814회)가 세웠던 기록 15억원을 갈아치웠다.

## 같이 보기
- 천하제번식공도
  - 천하전여총도
- 혼일강리역대국도지도(강리도, 1402년)
  - 대명혼일도(1389년~1391년)
- 해동삼국도
- 조선방역지도 - 대동여지도보다 300년 전인 1557년~1558년 사이에 만들어졌으며, 대마도를 확실하게 포함하고 있다
- 지도 : 청구도 / 대동지지 / 동여도
- 자료 : 오주연문장전산고 / 신증동국여지승람
- 인물 : 김정호 / 최한기 / 신헌
- 부산대학교 소장 대동여지도

## 참고 자료
- 방동인, 백산자료원, 《대동여지도 (국한문색인)》, 2005년, ISBN 89-88435-71-0
- 이상태 (1999년). 《한국 고지도 발달사》. 서울: 혜안.
- 소준섭 (1996년 7월 10일). 〈대동여지도의 김정호는 옥사하지 않았다〉. 《조선인물실록 1》. 서울: 도서출판 자작나무. ISBN 89-7676-225-8.
- 이 문서에는 다음커뮤니케이션(현 카카오)에서 GFDL 또는 CC-SA 라이선스로 배포한 글로벌 세계대백과사전의 "〈실학의 융성〉" 항목을 기초로 작성된 글이 포함되어 있습니다.